# Regionalwahl in Kampanien 1980
Die Regionalwahl in Kampanien 1980 fand am 8. und 9. Juni statt.

## Wahlergebnis
| Listen            | Listen                                        | Stimmen   | %    | Mandate |
| ----------------- | --------------------------------------------- | --------- | ---- | ------- |
|                   | Democrazia Cristiana                          | 1.174.943 | 39,0 | 25      |
|                   | Partito Comunista Italiano                    | 726.007   | 24,1 | 15      |
|                   | Partito Socialista Italiano                   | 377.581   | 12,5 | 7       |
|                   | Movimento Sociale Italiano – Destra Nazionale | 339.993   | 11,3 | 7       |
|                   | Partito Socialista Democratico Italiano       | 187.781   | 6,2  | 3       |
|                   | Partito Repubblicano Italiano                 | 90.206    | 3,0  | 1       |
|                   | Partito Liberale Italiano                     | 51.600    | 1,7  | 1       |
|                   | Democrazia Proletaria                         | 33.163    | 1,1  | 1       |
|                   | Partito di Unità Proletaria per il Comunismo  | 30.693    | 1,0  | –       |
|                   | Lega Socialista Rivoluzionaria                | 1.651     | 0,1  | –       |
| Gesamt            | Gesamt                                        | 3.013.618 | 100  | 60      |
|                   |                                               |           |      |         |
| Ungültige Stimmen | Ungültige Stimmen                             | 204.127   | 6,3  |         |
| Wähler            | Wähler                                        | 3.217.745 | 85,0 |         |
| Wahlberechtigte   | Wahlberechtigte                               | 3.787.797 |      |         |